# Hipèrbole
|  | Per a altres significats, vegeu «hipèrbola». |

La hipèrbole és un recurs retòric que consisteix a augmentar o disminuir una qualitat sobre quelcom, fent una exageració. És molt usada per lloar els herois, en la literatura d'aventures i la humorística. Un tipus corrent és l'auxesi, on s'empra una paraula com a sinònim d'una altra de menys intensitat per donar-li més valor del real.

## Exemple literari
Aleshores, sense donar-me ni temps de respirar, em va donar un paper.
(Josep Maria de Sagarra)

Veus eixa mar que abraça de pol a pol la terra?En altre temps d'alegres Hespèrides fou hort;
(Jacint Verdaguer)

## Exemple del llenguatge publicitari
Per què tothom fuma Gold Coast?
(Gold Coast)

## Exemple de llenguatge humorístic
Potser així eren, en temps prehistòrics, els SMS.
(Xisela López autora de "Volverán las Naranjas")